# 魏懷良
魏懷良（1957年9月30日—2017年6月4日），生於台灣花蓮縣，綽號「老夫子」，前竹聯幫太極堂堂主、竹聯中常委。為竹聯幫太極堂的精神領袖、中華兩岸寒單爺文化交流協會理事長、農視集團榮譽董事長。

## 生平
魏懷良生於花蓮縣富里鄉富里村中山路，(富里村沒有眷村，就是一般的小孩，父親從事牙醫工作，為人謙和。)家在富里國中旁。因為身形瘦長，像漫畫人物老夫子，所以得到這個綽號，年輕時便加入竹聯幫，在桃園為當地頭號重要人物。因對音樂特有的天賦、鋼琴、吉他、薩克斯風均拿手、曾赴日進修調音兩年，歸國後任職調音師數年。年輕時期喜愛打籃球，與許多同袍好友成立籃球隊；在2003-2015期間經常出戰國內外比賽並獲得許多冠軍獎盃。
1990年為了增加竹太極企業多元性發展，與第二任妻子共同創立英屬維京群島聖達菲國際股份有限公司（海外基金公司）。
1996年成立全球伯爵企業集團，於當時在業界創下了薰香王朝的盛事。
2002年，創立了中華兩岸寒單爺文化交流協會，於全省設立分會，推廣炸寒單活動。
2008年創立了碧水珠集團，為日後農視集團打下基礎。
2014年農視集團開幕，並於中視攝影棚舉行開幕儀式。
2017年6月4日死於肺腺癌，享年60歲。7月2日由竹太極企業及中華兩岸寒單爺文化交流協會共同舉行追思告別儀式，有政商界人士，竹聯幫大老「白狼」、現任中華統一促進黨總裁張安樂、前竹聯幫代理幫主趙爾文帶領竹聯幫兄弟等參加。

## 家庭
與第一任妻子生下兩個女兒，為魏如萱（歌手）、魏如昀；與第二任妻子生下三個女兒和一個兒子，為：魏如伶、魏如君、魏如妤、魏伯勳。